# 放電索

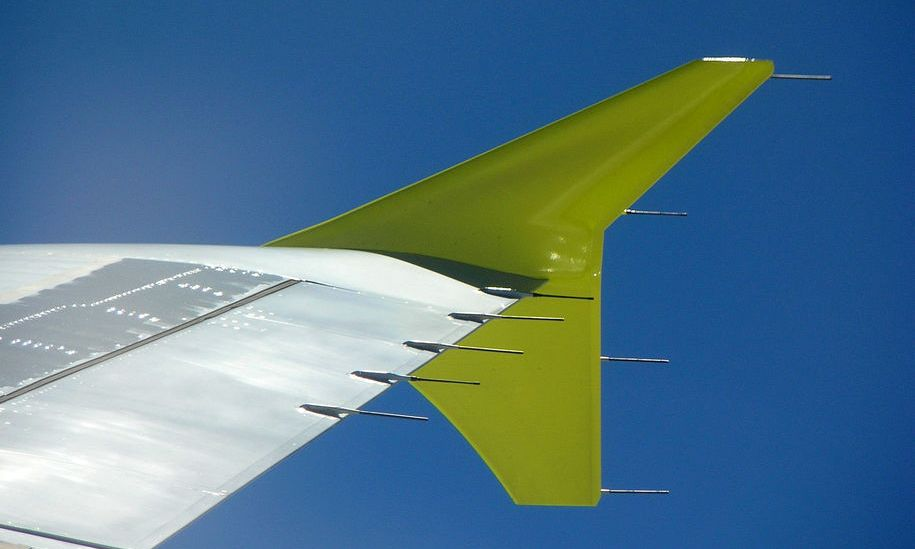
エアバスA319のウィングチップフェンスとエルロンに取り付けられた棒状の放電索

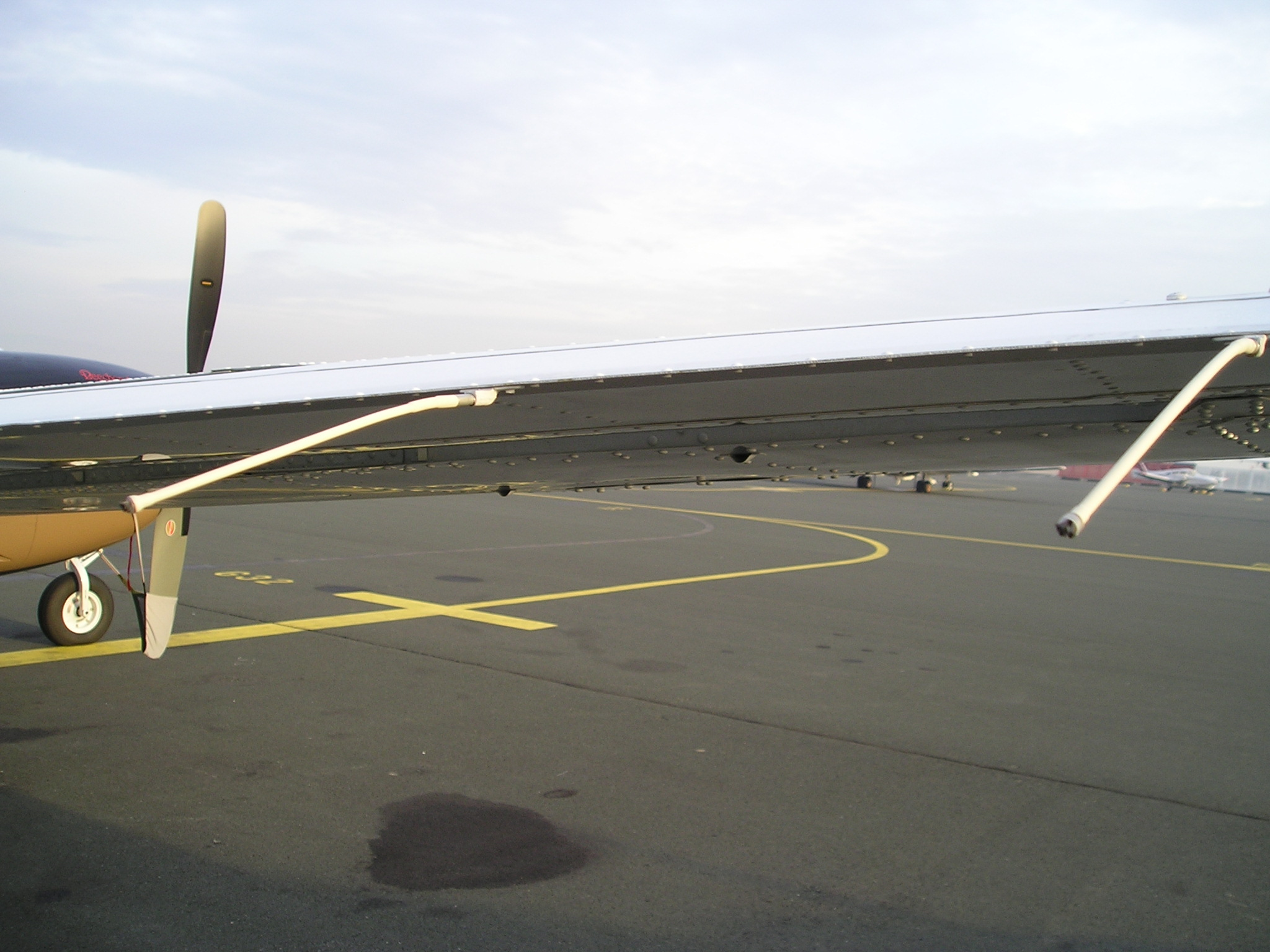
小型プロペラ機の翼後縁に取り付けられたロープ状の放電索

放電索（ほうでんさく）は飛行機に取り付けられ、飛行中機体に蓄積する静電気の電荷を空中へ放電する装置である。英語のスタティック・ディスチャージャ (static discharger) で呼ばれることも多い。

## 概要
飛行中の機体表面は空気分子や水滴、塵などとの衝突や摩擦により帯電し、電荷が溜まる（静電気参照）。蓄積限度を超えた電荷は翼端部などの尖端部から空気中にコロナ放電されるが、放電に際して電磁波が発生するため、無線通信機器などの電子機器に障害が発生する危険性がある。適切な位置に放電索を装備することで、より低い電圧で放電させたり、発生する電場を意図的に制御することで電磁波障害を防止または軽減することができる。また、機体への落雷があった場合も、電荷を放電索から逃がすことができる。
形状は一般に、直径数ミリメートル長さ十数センチメートル程度の、棒状あるいは先端をほぐしたロープ状で、抵抗値が比較的大きなタイプと比較的小さなタイプがある。前者は主として大型機に、後者は小型機に取りつけられる。プロペラ機時代にロープ状のものが開発されたため、より高速飛行に耐える棒状のものがジェット機用として登場したのちも日本語では「索」の字が当てられている。
高抵抗タイプは、主に金属製のベースと炭素繊維のブレードから成り、原料の配合により電気抵抗値を調整する。先端部に複数の棘（とげ）状部分を持つ金属製ピンが装着されている。
低抵抗タイプは、金属/炭素の細い繊維を束ね、絶縁性のビニルで被覆した構造となっている。使用時には、先端側の決められた長さの被覆を剥ぎ取り、繊維を決められた直径にほぐす。
主として各翼の後縁部に取り付けられ、ボーイング747のような大型機（高抵抗タイプ）ではその数は50本以上におよぶ。小型機では低抵抗タイプを10 本程度備える。回転翼機には放電索の採用例は少ない。そのため、ヘリコプターから垂下したケーブルやフックに地上員が触れると放電（感電）する場合がある。レスキュー現場でホイストケーブルに触る際には一旦地表あるいは海面に接触するのを待って取り扱うように徹底されている。

## セントエルモの火
気象条件によっては放電索を備えていても機体表面の電位差を持つ部分にコロナ放電が発生する。これは操縦席風防などにも発生し、青白い光（セントエルモの火）として観察される。